# Empoasca bovina
Empoasca bovina är en insektsart som beskrevs av Caldwell 1952. Empoasca bovina ingår i släktet Empoasca och familjen dvärgstritar. Inga underarter finns listade i Catalogue of Life.